# Верхній (Чишминський район)
Ве́рхній (рос. Верхний, башк. Үрге) — хутір у складі Чишминського району Башкортостану, Росія. Входить до складу Шингак-Кульської сільської ради.
Населення — 398 осіб (2010; 387 в 2002).
Національний склад:
- башкири — 51 %
- татари — 37 %